# Diseño factorial

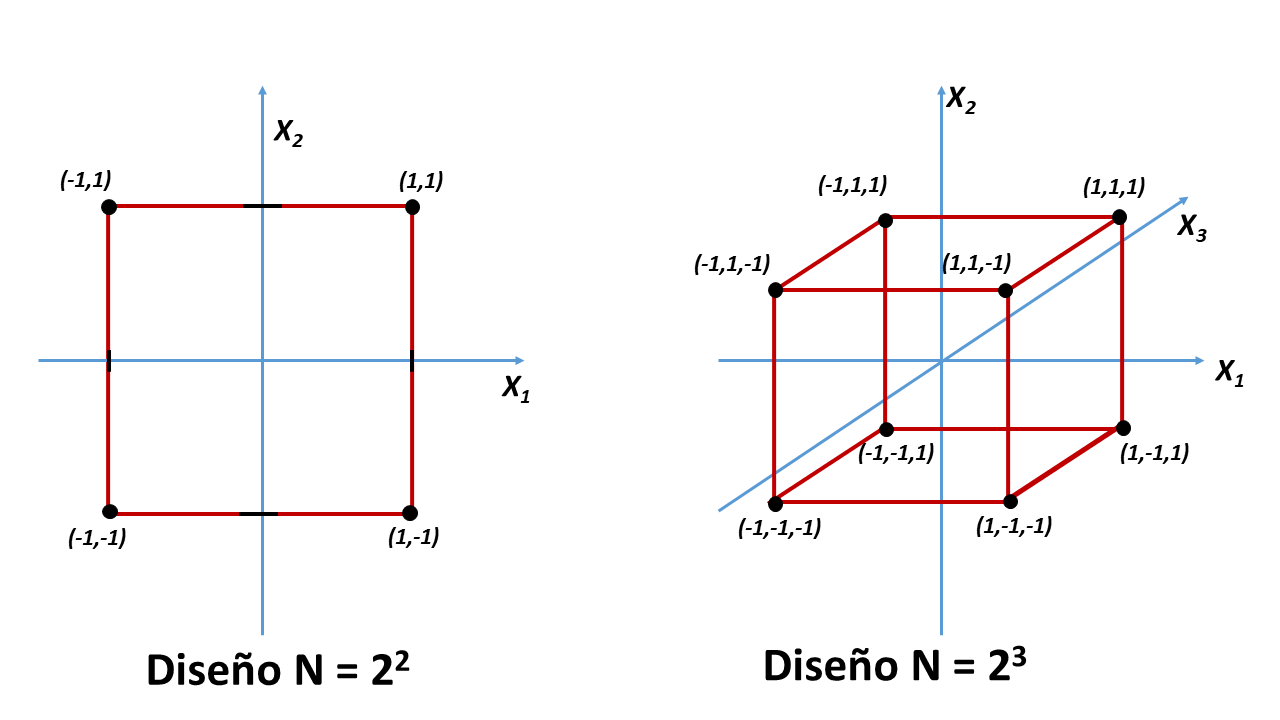
Diseños factoriales para dos niveles. El de la izquierda es de dos factores y el de la derecha de tres. Las coordenadas de los vértices de las figuras geométricas representan las condiciones en las que se realiza cada experimento.

En estadística, un experimento factorial completo es un procedimiento de diseño experimental en el que dos o más factores son tratados de forma simultánea para diferentes valores o niveles, de forma que las diferentes unidades experimentales cubren todas las posibles combinaciones de dichos niveles en todos los factores. Este tipo de experimentos permiten estudiar el efecto que tiene cada factor sobre la respuesta experimental o variable respuesta, así como el efecto de las interacciones entre factores sobre dicha variable.
Por ejemplo, con dos factores y dos niveles en cada factor, un experimento factorial tendría en total cuatro combinaciones de tratamiento, y se le denominaría diseño factorial de 2×2. Si el número de combinaciones en un diseño factorial completo es demasiado alto para su procesamiento, puede optarse por un diseño factorial fraccional, en el que se omitan algunas de las combinaciones posibles.

## Historia
Los diseños factoriales fueron utilizados en el siglo XIX por Jhon Bennet Lawes y Henry J. Gilbert de la Estación experimental de Rothamsted.
Ronald Fisher discutió en 1926 que los diseños «complejos», tales como los diseños factoriales, eran más eficientes que estudiar un factor a la vez. Fisher escribió: «ningún aforismo se repite tan frecuentemente respecto de las pruebas de campo, que aquel de que a la Naturaleza debemos hacerle pocas preguntas, o, idealmente, hacérselas de a una. Quien escribe está convencido de que este punto de vista está totalmente equivocado».
Un diseño factorial permite que el efecto de varios factores e incluso las interacciones entre ellos sean determinados con el mismo número de ensayos que son necesarios para determinar cualquiera de los efectos por sí solo con el mismo grado de exactitud.
Frank Yates realizó importantes contribuciones, particularmente en el análisis de diseños, mediante el análisis de Yates.
Es posible que el término "factorial" no haya sido utilizado en forma impresa hasta 1935, cuando Fisher la utilizó en su libro El diseño de experimentos.

## Notación

diagrama de cubo para 3 dimensiones usando variables A, B y C.

Para ahorrar el espacio, los puntos en un experimento factorial de dos niveles se abrevian a menudo con las cadenas de más y signos de menos. Las secuencias tienen tantos símbolos como factores, y sus valores dictan el nivel de cada factor: − para el primer (o bajo) llano, y + para el segundo (o alto) llano. Los puntos en este experimento se pueden representar como − − , + − , − + , y + + .
Los puntos factoriales se pueden también abreviar cerca (1), a, b, y el ab, donde la presencia de una letra indica que el factor especificado está en su alto (o en segundo lugar) nivel y la ausencia de una letra indica que el factor especificado está en su (o primero) nivel bajo (por ejemplo, “a” indica que el factor A está en su alto ajuste, mientras que el resto de los factores están en su ajuste del punto bajo (o primero)). (1) se utiliza indicar que todos los factores están en sus (o primero) valores más bajos.
Para poder finalmente obtener un modelo estadístico que nos indique el valor de respuesta al modificar los factores.
Cálculo del efecto
Contraste = (suma de niveles+)-(suma de niveles-)
Efecto Contraste /replica*2^k
b= efecto/2                      bo= suma total/numero total
Modelo estadístico: Y= bo+ b1X1 + b2X2......

## Ejemplo real
El experimento factorial más simple contiene dos niveles para cada uno de dos factores. Suponga que un ingeniero desea estudiar la energía total usada por cada uno de dos diferentes motores, A y B, funcionando cada uno en alguna de las siguientes dos velocidades: 2000 o 3000 RPM. El experimento factorial consistiría en cuatro elementos experimentales: motor A a 2000 RPM, motor B a 2000 RPM, motor A a 3000 RPM, y motor B a 3000 RPM. Cada combinación de un solo nivel seleccionado con cada factor está presente una vez.
Este experimento es un ejemplo de un experimento factorial de 2^2 (o 2x2), nombrado así porque considera dos niveles (la base) para cada uno de dos factores (la potencia o exponente), o #niveles#factores, produciendo 22=4 puntos factoriales.
Los diseños pueden implicar muchas variables independientes. Como otro ejemplo, los efectos de tres variables entradas se pueden evaluar en ocho condiciones experimentales ilustradas como las esquinas de un cubo. Esto se puede conducir con o sin repetición, dependiendo de su propósito previsto y recursos disponibles. Proporcionará los efectos de las tres variables independientes en la variable dependiente y las interacciones posibles (en caso de haber más de 3 se habla de un hiperespacio).

## Análisis de Yates
La técnica fundamental consiste en repartir el total en componentes mediante sumas de cuadrados. Esta técnica tuvo efectos secundarios en el modelo. Por ejemplo, demostramos el modelo para un ANOVA simplificado con un tipo de tratamiento en diversos niveles.

{\displaystyle SC_{\hbox{Total}}=SC_{\hbox{Error}}+SC_{\hbox{Tratamientos}}\,\!}

Los grados de libertad se pueden repartir de manera similar y especifican distribuciones chi-cuadrado que describen las sumas asociadas de cuadrados.

{\displaystyle gl_{\hbox{Total}}=gl_{\hbox{Error}}+gl_{\hbox{Tratamientos}}\,\!}

## Prueba F de Fisher
Se utiliza para las comparaciones de los componentes de la desviación total. Por ejemplo, en una forma, o el solo-factor ANOVA, la significación estadística es probada para comparando la estadística de la prueba de F
{\displaystyle F={\dfrac {\mbox{variance of the group means}}{\mbox{mean of the within-group variances}}}}
{\displaystyle F^{*}={\frac {\mbox{MSTR}}{\mbox{MSE}}}\,}
donde:
1. Número de tratamientos: {\displaystyle {\mbox{MSTR}}={\frac {\mbox{SSTR}}{I-1}}}, I
2. Total de casos: {\displaystyle {\mbox{MSE}}={\frac {\mbox{SSE}}{n_{T}-I}}}, nT'

a distribución F con el  del  I-1,  secundario< del > n< T> /sub grados de libertad. Usar la F-distribución es un candidato natural porque la estadística de la prueba es el cociente de dos sumas malas de los cuadrados que tienen a distribución  {\displaystyle \chi ^{2}}.